# COVID-19 в Приднестровской Молдавской Республике
Пандемия COVID-19 достигла Приднестровской Молдавской Республики (международно признаётся частью Молдавии) в марте 2020 года.

## Общие сведения
12 января 2020 года Всемирная организация здравоохранения (ВОЗ) подтвердила, что новый коронавирус стал причиной респираторного заболевания в группе людей в городе Ухань (провинция Хубэй, Китай), о котором ВОЗ узнала 31 декабря 2019 года.
Летальность от COVID-19 намного ниже, чем у SARS, пандемия которого произошла в 2003 году, однако заразность нового заболевания намного выше, что приводит к повышенной смертности.

## Хронология
- 13 марта 2020 г.: Правительство Приднестровской Молдавской Республики запретило все публичные собрания[9].
- 17 марта 2020 г.: Правительство Приднестровья объявило о закрытии всех детских садов, школ, колледжей и университетов до 5 апреля[10]. Въезд иностранных граждан (в том числе граждан Молдавии) на приднестровскую территорию также был запрещён на 19 дней[11].
- 21 марта 2020 г.: В Приднестровье были подтверждены первые два положительных случая COVID-19[12].
- 24 марта 2020 г.: правительство Приднестровья объявило о приостановке общественного транспорта[13].
- 25 марта 2020 г.: По данным телеканала «Первый Приднестровский», Правительство Приднестровской Молдавской Республики сообщило, что коронавирусом заражены 7 человек, в том числе 2 ребенка[14].
- 30 марта 2020 г.: Указом Министерства внутренних дел Приднестровья во время чрезвычайного положения все граждане должны иметь удостоверение личности и специальное разрешение на пребывание на улице[15].
- 31 марта 2020 г.: 55-летняя женщина из Тирасполя, которая страдала от сердечно-сосудистых заболеваний и диабета, стала первой умершей от COVID-19 в Приднестровье. На момент её смерти она находилась в отделении интенсивной терапии[16].
- 4 апреля 2020 г.: Правительство Приднестровья ввело запрет на экспорт продуктов питания[17].
- 14 апреля 2020 г.: с этой даты ношение масок в общественных местах стало обязательным. Люди без масок были предупреждены, что им будет запрещено посещать магазины, аптеки и продовольственные рынки[18].
- 21 апреля 2020 г.: Президент Вадим Красносельский отменил Парад Победы на Суворовской площади[19].

## Статистика
| Населённый пункт | Случаи | Смерти | Выздоровления |
| ---------------- | ------ | ------ | ------------- |
| Тирасполь        | 45     | 3      | 0             |
| Бендеры          | 14     | 0      | 0             |
| Суклея           | 8      | 0      | 0             |
| Парканы          | 5      | 0      | 0             |
| Рыбница          | 4      | 0      | 0             |
| Чобручи          | 3      | 0      | 0             |
| Слободзея        | 3      | 1      | 0             |
| Кицканы          | 2      | 0      | 0             |
| Днестровск       | 1      | 0      | 0             |
| Каменка          | 1      | 0      | 0             |
| Бычок            | 1      | 0      | 0             |
| Ближний Хутор    | 1      | 0      | 0             |
| Глиное           | 1      | 0      | 0             |
| Тея              | 1      | 0      | 0             |
| Незавертайловка  | 1      | 0      | 0             |
| Попенки          | 1      | 0      | 0             |
| Малаешты         | 1      | 0      | 0             |
| Ташлык           | 1      | 0      | 0             |
| Всего            | 94     | 4      | 0             |